# 斯波坎 (路易斯安那州)
斯波坎（英語：Spokane）是位於美國路易斯安那州康科迪亞堂區的一個普查規定居民點。

## 人口
根據2020年美國人口普查的數據，斯波坎的面積為14.92平方千米，當中陸地面積為6.09平方千米，而水域面積為8.83平方千米。當地共有人口378人，而人口密度為每平方千米25.34人。